# Campionats del món de ciclisme en ruta de 1963
Els Campionats del món de ciclisme en ruta de 1963 es disputaren entre el 10 i 11 d'agost de 1963 a Ronse, Bèlgica.

## Resultats
| Proves :                            | Or                                                                                | Or         | Argent                                                                | Argent | Bronze                                                                                     | Bronze |
| Masculines                          |                                                                                   |            |                                                                       |        |                                                                                            |        |
| Cursa en línia masculina detalls    | Benoni Beheyt · Bèlgica                                                           | 7h 25' 26" | Rik Van Looy · Bèlgica                                                | m. t.  | Jo De Haan · Països Baixos                                                                 | m. t.  |
| Cursa en línia masculina amateur    | Flaviano Vicentini · Itàlia                                                       | 5h 10' 20" | Francis Bazire · França                                               | m. t.  | Winfried Bölke · RFA                                                                       | m. t.  |
| Contrarellotge per equips masculins | França · Michel Bechet · Dominique Motte · Marcel Ernest Bidault · Georges Chappe | 2h 05' 45" | Itàlia · Mario Maino · Pasquale Fabbri · Danilo Grassi · Dino Zandegu | + 37"  | Unió Soviètica · Víktor Kapitónov · Gainan Saidkhujin · Iuri Mélikhov · Anatoli Olizarenko | + 38"  |
| Femenines                           |                                                                                   |            |                                                                       |        |                                                                                            |        |
| Cursa en línia femenina detalls     | Yvonne Reynders · Bèlgica                                                         | 2h 03' 18" | Rosa Sels · Bèlgica                                                   | m. t.  | Aino Pouronen · Unió Soviètica                                                             | m. t.  |

## Medaller
| Posició | País           | Or | Plata | Bronze | Total |
| 1       | Bèlgica        | 2  | 2     | 0      | 4     |
| 2       | Itàlia         | 1  | 1     | 0      | 2     |
| 2       | França         | 1  | 1     | 0      | 2     |
| 4       | Unió Soviètica | 0  | 0     | 2      | 2     |
| 5       | Països Baixos  | 0  | 0     | 1      | 1     |
| 5       | RFA            | 0  | 0     | 1      | 1     |
| Total   | Total          | 4  | 4     | 4      | 12    |